# Josep Gibert i Genís
Josep Gibert i Genís (Agullana, Alt Empordà, 1915 - ?) fou un promotor cultural especialment del món de la sardana.
El 1921 la seva família es trasllada a Barcelona on el seu pare funda, amb altres sardanistes, l'Agrupació Sardanista de Barcelona, circumstància que fa que ja de molt menut assisteixi a les ballades de sardanes i entri de molt jove a la junta directiva.
Després de la guerra, entra a formar part de la colla sardanista Roserar i, amb la represa l'any 1947 de les activitats de l'Agrupació, denominada donades les circumstàncies Secció Sardanista del Club Dinàmic, comença una llarga etapa d'activitats sardanistes sempre al davant, coordinant, impulsant i dirigint actes, alguns d'ells prou significatius com l'exhibició de 50 colles sardanistes al Camp de les Corts amb motiu del 50è aniversari del F.C. Barcelona (1949), actuació de 61 colles i 34 esbarts en la inauguració del Camp Nou (1957), la multitudinària ballada de més de 4.000 infants al passeig de Gràcia amb motiu del Congrés de Cultura Catalana (1968), etc. El 1950 va ser nomenat vicepresident de l'A.C.F. Barcelona i el 1959 entrà a l'Obra del Ballet Popular com a vicepresident i president del departament de sardanes. Per la seva eficàcia i capacitat de treball, ha estat distingit i homenatjat diverses vegades. També ha conreat el dibuix i la pintura, i és autor de moltes de les portades dels programes editats amb motiu de les celebracions del Dia de la Sardana, del qual en va ser un principal impulsor durant la dècada
dels anys 60.
Va escriure Normes per a ballar, comptar i repartir la sardana.